# NGC 4834
NGC 4834 ist eine 14,8 mag helle Spiralgalaxie vom Hubble-Typ Sbc im Sternbild Jagdhunde am Nordsternhimmel. Sie ist schätzungsweise 466 Millionen Lichtjahre von der Milchstraße entfernt und hat einen Durchmesser von etwa 125.000 Lichtjahren.
Im selben Himmelsareal befindet sich u. a. die Galaxie NGC 4801.
Das Objekt wurde am 26. April 1789 von Wilhelm Herschel mit einem 18,7–Zoll–Spiegelteleskop entdeckt, der sie dabei mit „cF, S, iF“ beschrieb.